# William Sanday
William Sanday (1er août 1843 - 16 septembre 1920) est un théologien et prêtre anglican britannique. Il est professeur d'exégèse de l'Écriture Sainte du doyen d'Irlande de 1883 à 1895 et professeur de théologie Lady Margaret de 1895 à 1919 ; les deux chaires sont rattachées à l'Université d'Oxford. Il a auparavant été maître de Bishop Hatfield's Hall, Université de Durham.

## Biographie
Sanday est né à Holme Pierrepont, Nottinghamshire, Angleterre, de William Sanday et Elizabeth Mann. Il est un théologien universitaire et bibliste britannique. Il est ordonné diacre en 1867 et prêtre en 1869. En 1877, il épouse Marian Hastings, fille de Woodman Hastings.
Il est professeur d'exégèse de l'Écriture Sainte à Oxford entre 1883 et 1895, ainsi que professeur Lady Margaret de théologie et chanoine de Christ Church entre 1895 et 1919. Il devient membre de la British Academy (FBA) en 1903 et reçoit un doctorat honorifique en lettres (DLitt) de l'Université de Cambridge en mai 1902.
Il travaille également comme l'un des éditeurs de la Bible Variorum de 1880 et contribue à des articles dans l'Encyclopaedia Biblica et l'American Journal of Theology.
Sanday est décédé le 16 septembre 1920 à Oxford.

## Travaux
- William Sanday, The Authorship and Historical Character of the Fourth Gospel: considered in reference to the contents of the Gospel itself: a critical essay, London, Macmillan, 1872 (lire en ligne)
- William Sanday, The Gospels in the Second Century: an examination of the critical part of a work entitled "Supernatural religion", Macmillan, 1876 (ISBN 9780837050409, OCLC 551689940)
- William Sanday et Arthur C. Headlam, A Critical and Exegetical Commentary on the Epistle to the Romans, Edinburgh, T & T Clark, coll. « International Critical Commentary », 1895
- William Sanday, Outlines of the Life of Christ, New York, C. Scribner's Sons, 1899 (OCLC 7108831) 1906 2nd edition
- William Sanday, The Life of Christ in Recent Research, New York, Oxford University Press, 1907 (OCLC 3009845)
- William Sanday, Studies in the Synoptic Problem, Oxford, Clarendon Press, 1911 (OCLC 753275, lire en ligne)
- William Sanday, The New Testament Background, 1918 1920 edition
- William Sanday, Essays in Biblical Criticism and Exegesis, vol. 225, Sheffield, Sheffield Academic Press, coll. « Journal for the Study of the New Testament - Supplement series », 2001 (ISBN 9780567619730, OCLC 741687252)